# A.I. – Künstliche Intelligenz
A.I. – Künstliche Intelligenz ist ein Science-Fiction-Film von Steven Spielberg nach der Kurzgeschichte Supertoys Last All Summer Long von Brian Aldiss. Ursprünglich war dies ein Filmprojekt von Stanley Kubrick, das er aber vor seinem Tod an Steven Spielberg übergeben hatte. Der Film ist zugleich eine moderne Adaption des Pinocchio-Themas. Der Film startete am 13. September 2001 in den deutschen Kinos.
Die Erstausstrahlung im deutschen Free-TV erfolgte am 7. November 2004 auf ProSieben. In der Zielgruppe der 14- bis 49-Jährigen verfolgten 3,39 Millionen bei einem Marktanteil von 23,1 Prozent den Film.

## Handlung
Mitte des 22. Jahrhunderts sind wegen umfassender Industrialisierung und Umweltverschmutzung die Polkappen geschmolzen. Um den Ressourcenverbrauch zu begrenzen, wurde die Anzahl der Kinder beschränkt, und es wurden Lizenzen für Geburten eingeführt. Es gibt inzwischen Roboter, die ein Bewusstsein haben – sogenannte „Mechas“.
Ein Prototyp einer neuen Serie der Firma Cybertronics ist David. Er hat die Gestalt eines elfjährigen Jungen und ist in der Lage, emotionale Bindungen aufzubauen und Menschen zu lieben. Die Firmenleitung beschließt, den Prototyp ihrem Angestellten Henry Swinton zu überlassen, dessen Sohn Martin mit geringen Überlebenschancen im Koma liegt. Durch die Aufnahme von David erhofft sich Henry, dass seine Frau Monica über den Verlust des eigenen Sohnes hinwegkommt.
Nach einer Art Probezeit beschließt Monica, David zu behalten. Daher aktiviert sie mit der so genannten Prägung (ein einmalig zu sprechender Code) die bedingungslose Liebe Davids zu ihr mit ganzer Hingabe. Eine einmal aktivierte Prägung kann nicht rückgängig gemacht werden, dieser Mecha kann auch nicht mehr an andere weitergegeben werden. Sollte die Familie ihn nicht mehr haben wollen, müsste er zu Cybertronics zurückgebracht werden, wo er zerstört wird.
Die Situation wird kompliziert, als Martin, der leibliche Sohn der Familie, aus dem Koma erwacht und gesundet. Es entwickelt sich eine eifersüchtige Rivalität zwischen David und Martin, in der Martin seine Machtposition bewusst ausnutzt. Die Familie ist emotional überfordert. Als David in einer Panikreaktion das Leben Martins gefährdet, beschließt Monica, dass David die Familie verlassen muss. Monica bringt es allerdings nicht fertig, David zum Hersteller zurückzubringen, wo er zerstört würde. Stattdessen entscheidet sie sich, David im Wald auszusetzen, um zumindest seine Zerstörung zu verhindern.
David gerät in die Fänge von Menschen, die ausgediente oder herrenlose Mechas zur Belustigung anderer bei sogenannten Fleisch-Festen (im Original Flesh Fair) zerstören, kann aber entkommen, weil er so menschlich wirkt. David sucht die Schuld für den Liebesentzug bei sich selbst und führt sein Unglück darauf zurück, dass er im Gegensatz zu seinem Stiefbruder kein echter Mensch ist. Aufgrund der Gutenachtgeschichten seiner „Mutter“ ist er mit der Geschichte des Pinocchio vertraut, in der eine mystische „blaue Fee“ die hölzerne Marionette am Ende in einen richtigen Jungen verwandelt. Er identifiziert sich mit Pinocchio und fasst den Entschluss, die blaue Fee zu suchen, um auch in einen „richtigen Jungen“ verwandelt zu werden. Der Antrieb für seine hartnäckige Suche ist die Überzeugung, dass er so die Liebe seiner „Familie“, vor allem seiner Mutter, zurückgewinnen wird. Treuer Begleiter auf seiner Odyssee ist ihm ein „Supertoy“ namens Teddy (ein hochentwickelter Teddybär, der laufen, denken und sprechen kann). Auf einem Teil seiner Reise begleitet ihn auch der Roboter Joe, ein Mecha, welcher sexuelle Dienste anbietet und seit dem Tod einer Kundin auf der Flucht ist.
Auf seiner Suche findet David schließlich eine mannshohe Dekorationsfigur in einem ehemaligen (und aufgrund der Polschmelze versunkenen) Vergnügungspark auf Coney Island, die seiner Auffassung nach die blaue Fee sein sollte. Er bittet sie immer wieder, ihn in einen echten Jungen zu verwandeln. Durch herabstürzende Metallteile wird er in seinem Unterwassergefährt gefangen. So vergehen 2000 Jahre, in denen eine Eiszeit stattfindet und die Menschheit ausstirbt. Die Mechas haben sich in der Zwischenzeit zu einer eigenen, hochentwickelten, humanoiden Form weiterentwickelt. Bei archäologischen Ausgrabungen im Eis wird David entdeckt. Die neuen Bewohner der Erde sind sehr an Davids Erfahrungen interessiert, weil er der einzige aktive Mecha ist, der Menschen noch direkt gekannt hat. Der befreite und geweckte David geht hinüber zur auftauenden blauen Fee und berührt sie, woraufhin sie in viele Teile zerbricht.
Kurz danach findet sich David in seinem alten Zuhause wieder, wo er eine holographische Version der blauen Fee vorfindet. Erneut äußert David seinen Wunsch, in einen Menschen verwandelt zu werden. Die Fee, ferngesteuert durch die neuen Mechas, kann diesen Wunsch nicht erfüllen und bietet ihm an, stattdessen mithilfe von DNA-Überresten einige Menschen wieder zum Leben zu erwecken. David ist aber nur an Monica interessiert. In diesem Moment holt Teddy eine Locke hervor, die David einst von Monicas Haar abschnitt. Das pelzige Supertoy hatte sie sich damals angenäht. Eines der Wesen erklärt David zwar, dass die Wiederbelebung von Menschen aus DNA jedoch nur einen Tag lang funktionieren werde, da diese Menschen sterben, sobald sie eingeschlafen sind. David will dennoch seine Mutter wiedersehen und das Wesen erfüllt ihm den Wunsch. David und seine Mutter verbringen den ganzen intensiven Tag zusammen, und am Ende erklärt sie ihm, dass sie ihn immer geliebt hat. Am Ende des Filmes legt sich David neben seine eingeschlafene Mutter, schließt die Augen und erreicht zum ersten Mal „den Ort, wo die Träume geboren werden“.

## Filmmusik
Die Filmmusik schrieb der amerikanische Komponist John Williams. Für A.I. erschuf Williams eine Welt der elektronischen und auch weltfremden Klänge, was laut Steven Spielberg perfekt zum Filmgeschehen passt. Zusätzlich komponierte Williams ein emotionales Thema, welches die Liebe von David zu seiner Mutter beschreibt. Diese Komposition ist im Abspann des Filmes mit einer textlosen Frauenstimme zu hören. Im Booklet der Soundtrackausgabe schreibt Steven Spielberg: „John Williams ist der größte musikalische Geschichtenerzähler aller Zeiten.“ Dies ist auch der Grund, warum Williams der bevorzugte Komponist von Spielberg ist. Seit Jahrzehnten pflegen sie eine enge Freundschaft.
Das Titellied „For Always“ wurde im Duett von Josh Groban und Lara Fabian gesungen.

## Synchronisation
Die deutsche Synchronisation entstand im Auftrag der Interopa Film GmbH in Berlin. Die in Klammern angegebenen Schauspieler liehen den Figuren in der Originalfassung des Films nur ihre Stimme, waren selbst jedoch nicht zu sehen.
| Rollenname                    | Schauspieler            | Synchronsprecher         |
| ----------------------------- | ----------------------- | ------------------------ |
| David                         | Haley Joel Osment       | Filipe Pirl              |
| Monica Swinton                | Frances O’Connor        | Ulrike Stürzbecher       |
| Henry Swinton                 | Sam Robards             | Uwe Büschken             |
| Gigolo Joe                    | Jude Law                | Dietmar Wunder           |
| Professor Hobby, der Visionär | William Hurt            | Jürgen Heinrich          |
| Kollegin                      | April Grace             | Claudia Urbschat-Mingues |
| Lord Johnson-Johnson          | Brendan Gleeson         | Frank-Otto Schenk        |
| Martin Swinton                | Jake Thomas             | Gabriel Wanka            |
| Syatyoo-Sama                  | Ken Leung               | Peter Flechtner          |
| Blaue Fee                     | Meryl Streep (Stimme)   | Dagmar Dempe             |
| Comedian                      | Chris Rock (Stimme)     | Jan Odle                 |
| Teddy                         | Jack Angel (Stimme)     | Klaus Sonnenschein       |
| Dr. Know                      | Robin Williams (Stimme) | Peer Augustinski         |
| Erzähler                      | Ben Kingsley (Stimme)   | Peter Matić              |

## Rezeption
Das Lexikon des internationalen Films urteilt: „Steven Spielberg hat den Film als eine Hommage auf Stanley Kubrick inszeniert, ohne einen homogenen Stil oder eine mehr als an den Nahtstellen deckungsfähige Perspektive zu erreichen. Auch wenn er bei den Anhängern beider Regisseure Ratlosigkeit und Widerspruch auslösen dürfte, verdienen seine überdenkenswerten existenzphilosophischen Ansätze Respekt und die Auseinandersetzung.“
Die Redaktion der Fernsehzeitschrift Prisma meinte: „Wieder einmal besticht ein Spielberg-Film nur durch seine optische Perfektion. Doch weder Story noch die mitunter schlechte Umsetzung überzeugen hier. Die Geschichte von Robotern mit Gefühlen ist nicht gerade die Neu-Erfindung der Sciencefiction, weder in der Literatur, noch im Film. Da fragt man sich, was ist von dem Projekt, das Stanley Kubrick in Angriff genommen hatte, hier noch übrig geblieben. Denn Spielberg langweilt fast die ganzen zweieinhalb Stunden und zuckert am Ende dermaßen herum, dass alles in einem süßen Brei zerläuft. Schade, denn die zivilisationskritischen Ansätze der Story sind immer noch aktuell. Aber Filme wie ‚Blade Runner‘ sind einfach um Klassen besser.“
Die Produktionskosten wurden auf 100 Millionen US-Dollar geschätzt. Der Film spielte in den Kinos weltweit rund 236 Millionen US-Dollar ein.

## Auszeichnungen
Oscarverleihung 2002
- Nominierung in der Kategorie Musik (Original Score) für John Williams
- Nominierung in der Kategorie Visuelle Effekte für Dennis Muren, Scott Farrar, Stan Winston und Michael Lantieri

Golden Globe Awards 2002
- Nominierung in der Kategorie Beste Regie für Steven Spielberg
- Nominierung in der Kategorie Bester Nebendarsteller für Jude Law
- Nominierung in der Kategorie Beste Filmmusik für John Williams

2016 belegte A.I. bei einer Umfrage der BBC zu den 100 bedeutendsten Filmen des 21. Jahrhunderts den 83. Platz.
Die Deutsche Film- und Medienbewertung FBW in Wiesbaden verlieh dem Film das Prädikat besonders wertvoll.

## Hintergrund
Mit Bezug zur realen Welt
- Der Film sollte ursprünglich nur „A.I.“ heißen, man fand jedoch heraus, dass Menschen im angelsächsischen Raum den Namen mit der dort bekannten Marke A1 (einer Steak-Sauce) in Verbindung brachten. Daraufhin wurde zum Titel Artificial Intelligence hinzugefügt.
- Zur Filmmusik machte Stanley Kubrick nur wenige Vorgaben, er wollte jedoch unbedingt „Der Rosenkavalier“ von Richard Strauss im Film haben. Das Musikstück wurde dann auch für die Ankunftsszene in Rouge City verwendet.
- Im Film stehen die „Twin Towers“ des World Trade Center auch noch in der fernen Zukunft. Diese stürzten wenige Wochen nach Fertigstellung des Films ein. Steven Spielberg wollte jedoch ganz bewusst (auch für die spätere DVD-Veröffentlichung) diese nicht mehr entfernen oder retuschieren lassen.
- Im Film sind Roboter zu sehen, denen Gliedmaßen fehlen. Einige davon wurden tatsächlich von Schauspielern mit amputierten Armen gespielt.
- Die Figur des Dr. Know im Film hat Ähnlichkeit mit Albert Einstein, im englischen Original wird seine Stimme von Robin Williams auch mit einem leichten jiddischen Akzent gesprochen.
- Auf dem Weg zu Dr. Know gehen David und Joe an einem deutschsprachigen Neonwerbeschild vorbei, auf dem Techno Erotishe Liebesroboter (sic!) zur Vermietung angepriesen werden.[9]
- Der im Meer versunkene Vergnügungspark auf Coney Island wurde mit verkleinerten Modellen in einer Dry-for-wet-Technik gedreht: Das heißt, die Szenen wurden in einem mit leichtem Nebel bzw. Rauch gefüllten Raum im Trockenen gefilmt. Luftblasen oder Fische wurden dann später als Computer-Effekte hinzugefügt.

Rein fiktionaler Hintergrund
- Der Erzähler zu Beginn des Films ist der Anführer der futuristischen „Super-Mechas“ aus der Zukunft, im Abspann auch „Specialist“ genannt. Man hört ihn zum Ende des Films auch im Gespräch mit David. Der Film wird somit aus der Sicht dieser Wesen erzählt.
- Der Code des offiziellen „Imprinting-Protocols“ mit den sieben Prägewörtern lautet „Cirrus, Socrates, Particle, Decibel, Hurricane, Dolphin, Tulip“, gefolgt vom eigenen Namen, dem Namen des Kindes und nochmal dem eigenen Namen, also „Monica, David, Monica“. Die Wortreihe wurde von Stanley Kubrick geschrieben und unverändert von Steven Spielberg für den Film übernommen.
- Professor Hobby hat den Mecha David nach dem Abbild seines verstorbenen Sohnes erschaffen. Dies wird klar, wenn man Fotos des Sohnes auf seinem Schreibtisch sieht und er am Schluss nochmal mit David redet.
- Der Film erklärt nicht, ob die fremdartig aussehenden Wesen der Zukunft Aliens oder eine späte Mecha-Entwicklung sein sollen. Erst das Bonusmaterial auf der DVD liefert die Erklärung, dass es weiterentwickelte Mechas sind, die Ausgrabungen auf der Erde durchführen, um ihre eigene Vergangenheit zu erforschen.

## In anderen Werken
Am 30. September 2016 veröffentlichte die US-amerikanische Pop-Rock-Band OneRepublic mit dem englischen Singer-Songwriter und Rockmusiker Peter Gabriel das Lied A.I. als digitale Single und am 7. Oktober 2016 auf dem Album Oh My My von OneRepublic.
Der Song ist inspiriert von dem Film A.I. Artificial Intelligence von Steven Spielberg aus dem Jahr 2001.